# Hannah Trigwell
Hannah Trigwell (28 de octubre de 1990 en Leeds, Yorkshire y Humber) es una cantautora inglesa.
Su carrera empezó a los 17 años cuando se puso a tocar la guitarra en las calles de Leeds. Más tarde empezaría a darse a conocer, como a la mayoría de músicos emergentes, por su canal de YouTube donde interpretaba material propios y versiones de otros artistas como Fast Car de Tracy Chapman, el cual fue subido a finales de 2007 con más de 300 mil visitas. En 2010 publicó su primer EP: Hold My Heart con el que llegó al sexto puesto en álbumes descargados a través de iTunes. Tras el éxito de su trabajo, empezó a actuar en locales como el Scala de Londres, el Carling Academy en Birmingham y el Manchester Academy.
El 11 de octubre de 2012, Trigwell firmó un contrato con la discográfica independiente estadounidense: 3 Peace Records.